# اچ‌ام‌اس آنسون (اس۱۲۳)
اچ‌ام‌اس آنسون (اس۱۲۳) (به انگلیسی: HMS Anson (S123)) یک زیردریایی است که طول آن 97 m (318 ft) می‌باشد.